# Kunstjahr 1498
Liste der Kunstjahre

Kunstjahr 1498 | 1499 | 1500 | 1501 | 1502 | ► | ►►

Weitere Ereignisse

## Ereignisse

### Malerei
- Albrecht Dürer malt in Öl auf Holz das Selbstbildnis mit Landschaft. Das Gemälde zeigt Dürer in Kleidung eines eleganten Patriziers, nicht in der Arbeitskleidung eines Kunsthandwerkers.

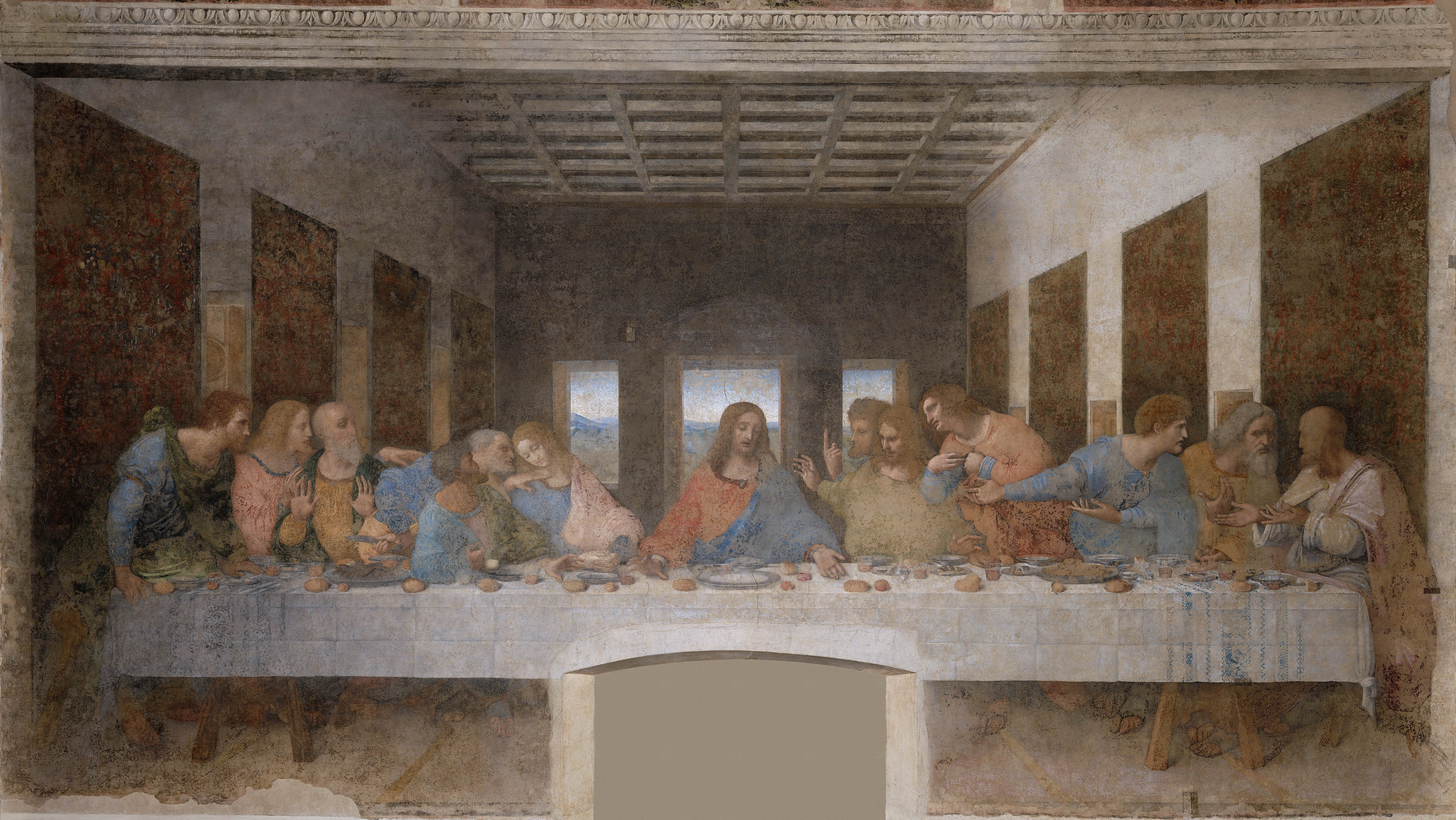
Das letzte Abendmahl

- 1497 oder 1498: Leonardo da Vinci vollendet im Refektorium des  Dominikanerklosters Santa Maria delle Grazie in Mailand sein Wandgemälde Das letzte Abendmahl. Bei dem in der Seccotechnik ausgeführte Werk handelt es sich um eine Auftragsarbeit für Herzog Ludovico Sforza.

### Bildhauerei
- Der italienische Bildhauer Carlo dall’Aquila vollendet sein einziges heute bekanntes Werk, Maria mit dem Kinde.

### Buchdruck

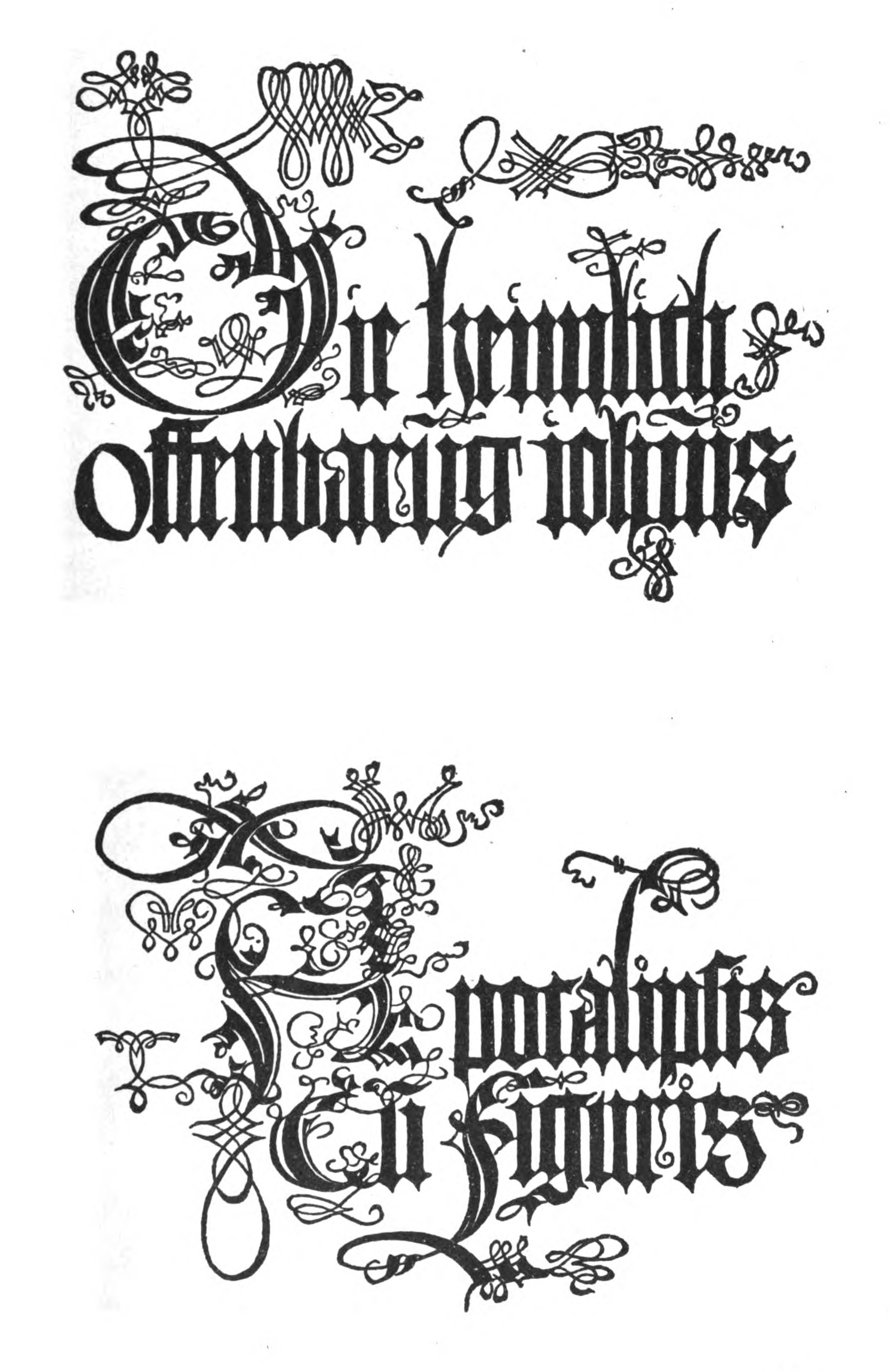
Apokalypse, Titelblätter der Ausgaben von 1498, deutsch (oben) und lateinisch (unten)

- Das Druckwerk Die heimlich offenbarung iohannis, die Apokalypse des Johannes mit 15 Holzschnitten von Albrecht Dürer, wird veröffentlicht. Wenig später folgt die lateinische Ausgabe unter dem Titel Apocalipsis cum figuris.
- Hans van Ghetelen druckt in Lübeck das Tierepos Reynke de vos. Mit der Inkunabel verschafft er der im 13. Jahrhundert entstandenen Fabelfigur Reinecke Fuchs weiteren Ruhm im deutschsprachigen Raum. Das Werk enthält 89 Holzschnitte, die jedoch nicht eigens für den Lübecker Druck entworfen wurden, sondern Nachschnitte anderer Druckwerke darstellen.

### Architektur

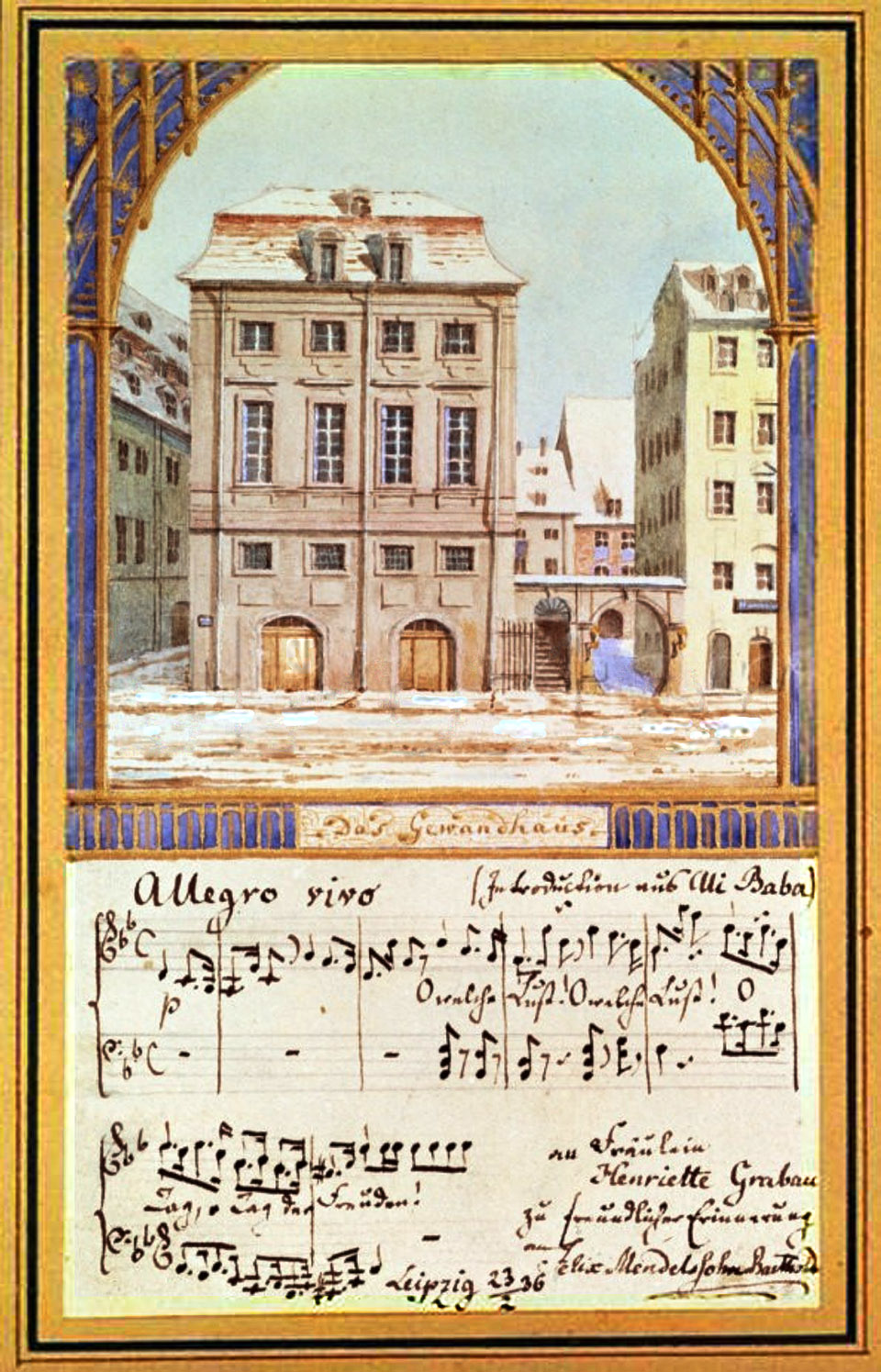
Das erste Gewandhaus, Aquarell von Felix Mendelssohn Bartholdy

- Das Gewandhaus in Leipzig wird als Zeughaus errichtet.
- Die spätere Werther Mühle wird als Teil der Befestigungsanlagen des Ortes Werth errichtet.

## Geboren
- Christoph Weiditz, deutscher Maler, Medailleur, Bildschnitzer und Goldschmied († 1560)

## Gestorben

### Todesdatum gesichert
- 4. Februar: Antonio Pollaiuolo, italienischer Bildhauer, Maler und Kupferstecher

### Genaues Todesdatum unbekannt
- Michael Pacher, Südtiroler Maler und Bildschnitzer (* um 1435)